# Ocean Health Index

L’Ocean Health Index est un indice qui évalue la « santé des océans » traduit en français comme Indice de Santé de l'Océan.
Cet indice est calculé par une organisation environnementale américaine à but non lucratif, Conservation International, basée aux États-Unis dans le comté d'Arlington en Virginie.
À partir de 19 paramètres considérés comme des facteurs de stress (ou stresseurs) de l'activité humaine sur le milieu marin, Conservation International mesure annuellement l'empreinte écologique de l'homme sur les océans en zone côtière jusqu'à la ligne des 200 milles nautiques.
Il est ainsi établi un classement sur les océans et mers baignant 221 pays et territoires au monde y compris l'Antarctique. La répétition annuelle des mesures permet de pointer les évolutions par périodes de cinq ans de cette empreinte.
Parmi les 19 paramètres étudiés : 
- les différentes activités de pêche en zones côtières ou de hauts-fonds et en zone pélagique ;
- la présence et l'activité des plates-formes de production d'hydrocarbures ;
- la pollution lumineuse ;
- la pollution liée aux engrais et pesticides utilisés en agriculture ;
- la pollution organique et non-organique ;
- la pollution liée au transport maritime ;
- la température et l'acidification des océans ;
- la présence d'espèces invasives ;
- la montée du niveau de la mer dans les zones côtières...

L'empreinte écologique cumulée mesurée en 2015 montre que, parmi les pays ayant un domaine maritime significatif, les cinq pays ou ensemble de pays suivants ont le plus fort impact anthropique sur leurs milieux marins :
- la Chine ;
- le Japon et la Corée du sud ;
- le Royaume-Uni ;
- la Turquie ;
- la Grèce.

La région la moins affectée est l'Antarctique et, pour les zones côtières des territoires habités :
- la partie française de l'île de Saint-Martin aux Antilles ;
- la Nouvelle-Calédonie.

## Sources
- (en) Benjamin S. Halpern et al., « An index to assess the health and benefits of the global ocean », Nature, no 488,‎ 30 août 2012, p. 615–620 (DOI 10.1038/nature11397)
- (en) Benjamin S. Halpern, « A New Ocean Health Index Shows Clean Water but Poor Management », sur scientificamerican.com, Scientific American, 16 août 2012 (consulté le 8 septembre 2012)